# Lelkes Júlia
Lelkes Júlia (Éberhárd, 1944. április 23. –) szlovákiai magyar színésznő, dramaturg, rendező.

## Életpályája
A pozsonyi magyar gimnáziumban érettségizett 1962-ben. Utána a komáromi Magyar Területi Színház (Matesz) színésze lett. 1964–1968-ban a  Színművészeti Főiskola hallgatója volt, melynek elvégzése után ismét a Mateszben játszott. 1969-től a Szlovák Rádió magyar szerkesztőségének dramaturgja, rendezője, bemondója volt Pozsonyban. 1993-tól szabad foglalkozású előadóművész.